# Cynortoides roeweri
Cynortoides roeweri is een hooiwagen uit de familie Cosmetidae.